# Her Side of It

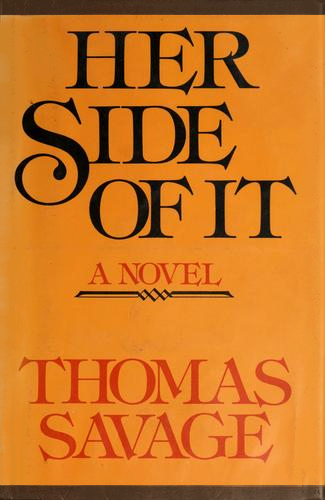
Cover der Erstausgabe von Her Side of It

Her Side of It ist ein Roman des US-amerikanischen Schriftstellers Thomas Savage. Es handelte sich um das elfte Werk des Autors.

## Handlung
März 1951 in New England: Der Erzähler William „Bill“ Reese stellt sich vor: Er ist 35, hat einen Master der Columbia University und unterrichtet seit sieben Jahren Literatur an einem kleinen College. Er wuchs in Grayling in Montana auf und arbeitet derzeit an seinem Doktor-Titel, wenn auch nur sporadisch. Seit 12 Jahren ist er mit der Schriftstellerin Elizabeth „Liz“ Chandler Phillips befreundet, die ihm mal wieder einen Brief schreibt. Für Bill ist Liz eine große Künstlerin, die jedoch wenig bekannt ist. Liz ist mit Hal verheiratet; Bill und sie lernten sich auf der Feier eines Schriftstellers kennen, als gerade ihr erstes Buch erschienen war. Die gemeinsame Kindheit in Montana wurde schnell zu einem verbindenden Element. Beide schliefen zusammen, als Hal im Zweiten Weltkrieg kämpfte; Bill war zu der Zeit 25, Liz 23. Er rekapituliert nun ihr Leben.
Liz’ Vater Frank Chandler stammte aus Iowa und unterrichtete am College in Bozeman Tierhaltung. Liz’ Mutter Florence, genannt Flo, ist Hausfrau, flirtet gerne und ist zufrieden, wenn sie attraktiv erscheint und etwas Geld in der Tasche hat. Flo spielt Klavier und tanzt gerne und eines Tages erwischt Liz sie in flagranti mit einem Arbeiter. Die Ehe der Chandlers wird instabiler, als Frank im Zuge der Montana State University nach Land zum Obstanbau sucht. Er kündigt seine Arbeit und zieht mit Frau und Kind nach Washington, wo er ein kleines Stück Land erstanden hat. Die Familie muss aus logistischen Gründen fast alles zurücklassen und Flo ist verzweifelt. Liz freundet sich in Washington mit einem Geschwisterpaar an, das ihr einen kleinen Kater schenkt. Frank ist gegen das Tier im Haus und tritt eines Tages den Kater in Rage tot. Anschließend verlässt er das Haus und Flo und Liz fliehen vor dem augenscheinlich verrückt gewordenen Frank zu Nachbarn. Wenig später ziehen Flo und Liz zu Flos Eltern nach New Hoosic in Iowa. Liz fühlt sich in der Familie mit strikten Regeln als Fremde. In der Schule entpuppt sie sich als brillant und zeigte schon bald ihr großes schriftstellerisches Talent. Die Großmutter hat jedoch andere Pläne und will, dass Liz nach Ende der Schulzeit Buchhalterin im Laden des Großvaters wird. Liz bewirbt sich daher heimlich für ein Vollstipendium an der University of Iowa und wird angenommen.
An der Universität führt ein Skandal – ein Mann, der unweit der Universität lebt, zeugte ein Kind mit seiner Tochter, brachte es um und sitzt nun im Gefängnis – dazu, dass Liz ihre erste Kurzgeschichte schreibt. A Descent into Hell behandelt ihren Besuch bei dem verurteilten Vater sowie Gedanken über das Urteil und das Verhältnis zu Gott. Sie reicht die kontroverse Geschichte für den McCutcheon Prize for Creative Writing ein, der ein Preisgeld von 200 Dollar hat. Von der Jury wird ihr mitgeteilt, dass sie die Gewinnerin ist, doch verhindert die Stifterin des Preises die Auszeichnung. Liz, die das Preisgeld bereits teilweise ausgegeben hat, wendet sich in ihrer Verzweiflung an den Regisseur des Universitätstheaters Harold „Hal“ Philipps und berichtet von ihren Geldproblemen. Aus dem Kontakt wird eine Beziehung und kurze Zeit später heiraten beide in Des Moines, Iowa, wo Hals Mutter Mammy P. lebt. Das Paar bezieht eine kleine Künstlerwohnung in New York City, wo Hal sich als Dramatiker verwirklichen will. Er wird Teil eines kleinen, bunten Künstlerzirkels, in dem Liz sich als Schriftstellerin präsentiert. Sie schickt ihre Kurzgeschichte A Descent into Hell an den New Yorker, doch wird die Publikation abgelehnt. Der Angriff auf Pearl Harbour verändert auch das Leben von Liz und Hal. Hal ist 30 Jahre alt und hat Angst, eingezogen zu werden. Er schwängert Liz in der Hoffnung, als werdender Vater der Musterung zu entgehen, doch werden nur Väter von Kleinkindern nicht gemustert. Während Hal im Zweiten Weltkrieg dient, arbeitet Liz für die Nachrichtenagentur Reuters und schreibt ihren ersten Roman. Sie verliert ihr Kind früh und schwört sich, nie wieder schwanger zu werden. Drei Jahre nach Hals Kriegseinzug beendet Liz ihren ersten Roman Masquerade, der sich um Hals kleinen Künstlerzirkel dreht. Hawthorne House zahlt Liz für ihr Erstlingswerk 500 Dollar und veröffentlicht den Roman im Mai 1945. Er erhält gemischte Kritiken und verkauft sich mäßig.

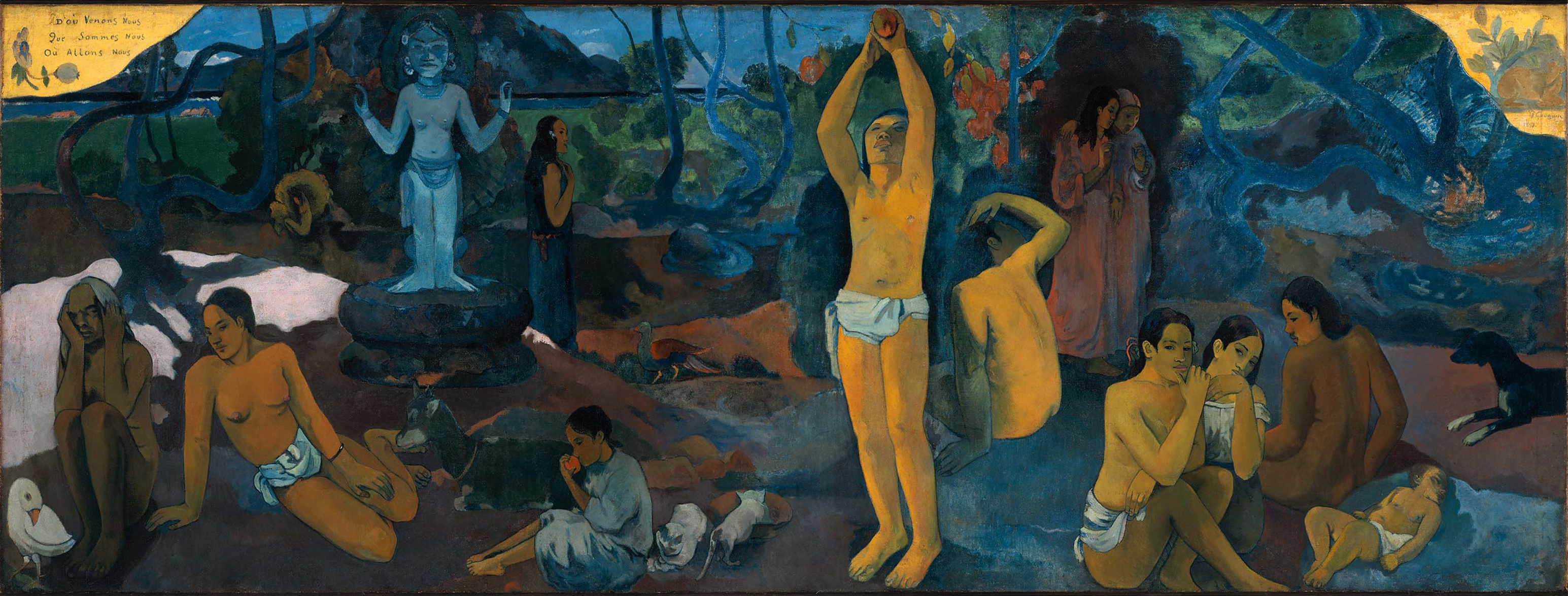
Paul Gauguins Woher kommen wir? Wer sind wir? Wohin gehen wir?, Inspiration für Liz

Hal kommt nach vier Jahren aus dem Krieg zurück und beginnt aus wirtschaftlichen Gründen, als Lichttechniker zu arbeiten. Liz versucht unterdessen, ihren zweiten Roman zu schreiben, leidet jedoch unter einer Schreibblockade und ihrer zunehmenden Abhängigkeit vom Alkohol, der ihr die Zukunftsangst nimmt. Ein dreimonatiges Künstlerstipendium in der Vail Colony hilft ihr bei der Themenfindung. Im winterlichen Künstlerdorf ohne Telefon und mit sporadischen Elektrizitätsausfällen entdeckt sie einen Kunstdruck von Paul Gauguins Woher kommen wir? Wer sind wir? Wohin gehen wir?, der ihr das Thema ihres neuen Romans vorgibt: What Are We? arbeitet Unterschiede und Gemeinsamkeiten und die Wahrnehmung von Wahrheit auf und beschäftigt sich unter anderem mit den frühen Traumata der Protagonisten. Liz verarbeitet dabei ihr eigenes Kindheitstrauma, das sich um den gewaltsamen Tod der kleinen Katers dreht. What Are We?, für den Liz einen Verlags-Vorschuss von 1000 Dollar erhalten hat, erhält großes Kritikerlob, doch bleibt auch hier der Verkaufserfolg aus. Hal reagiert zunehmend vorwurfsvoll auf Liz, die nicht „massentauglich“ schreibt. Auch die Kinderlosigkeit sorgt für Brüche in der Beziehung; Hal ist inzwischen 40 Jahre alt und Liz wäre mit 32 keine junge Mutter mehr. Das Geld ist knapp, doch kaufen sich Hal und Liz einen Wagen. Später liest Bill Reese, dass Liz ein Guggenheim-Stipendium für Literatur erhalten hat. Er besucht sie, doch hat das Geld in Liz keinen kreativen Schub ausgelöst: Sie hat fast alles an Hal gegeben, damit er sich ein Boot kaufen kann. Der Bootsunterhalt braucht schnell Liz und Hals Erspartes auf. Liz verfällt dem Alkohol und schreibt nicht mehr, ihre beste Freundin und Agentin Helen begeht Selbstmord. Da Helen ihr letzter finanzieller Rückhalt war, befinden sich Liz und Hal nun in einer steten Abwärtsspirale. Liz’ Alkoholismus verschlimmert sich und schließlich stehen beide kurz vor der Obdachlosigkeit. Bill Reese schickt Liz Geld. Er arbeitet inzwischen als Assistenzprofessor am College und bringt den Leiter der Literaturabteilung Sloan dazu, Liz als Schriftstellerin zu einer der regelmäßig stattfindenden College-Lesungen einzuladen. Liz ist dabei nur zweite Wahl, da der eigentliche Gast abgesagt hat. Bill übernimmt die Verantwortung für Liz, deren Alkoholismus sich rumgesprochen hat, und bewirbt die Veranstaltung rege. Bei der ersten Vorstellung Liz’ vor Kollegen erkennt Bill, dass die Wissenschaftler auf Liz herabsehen, die es nie wirklich literarisch geschafft hat. Liz betrinkt sich vor der Lesung, da sie Angst hat, und weigert sich schließlich aufzutreten. Bill will sie auf der Bühne ersetzen und ihre beiden Romane besprechen, doch verweigert Sloan diesen Ersatz.
Wenig später erfährt Bill Reese, dass sein Vertrag am College nicht verlängert wird. Er wird aus New England wegziehen. Aus New York erhält er die Nachricht, dass Liz an einem Herzinfarkt verstorben ist – aufgrund ihres Alkoholismus und ihres Übergewichts viel zu früh. Testamentarisch hat sie Bill alle ihre Unterlagen vermacht. Die Kiste mit den Schriftstücken erreicht Bill in New England. Er geht die Unterlagen durch und findet neben Romanmanuskripten und Entwürfen auch all seine Briefe an sie und schließlich ihre Geburtsurkunde. Er entschließt sich, ihr Boswell zu sein und über ihr Leben zu berichten.

## Veröffentlichung
Her Side of It war der elfte Roman, den Savage veröffentlichte. Das Buch erschien 1981 bei Little, Brown und damit vier Jahre nach seinem bis dahin letzten Roman Mein Bruder – meine Schwester. Bereits 1977 hatte er mit der Arbeit am Roman begonnen, die ihm inhaltlich große Schwierigkeiten bereitete, die mehrere Umarbeitungen des Textes erforderten. Savage wurde 1979 mit einem Guggenheim-Stipendium ausgezeichnet; durch die damit verbundene finanzielle Unterstützung wurde Her Side of It einer der wenigen Roman, den Savage ohne finanziellen Druck beenden konnte.
Der Schutzumschlag des Romans zeigt den Titel in schwarzen Lettern, ergänzt mit rotem Zusatz A Novel sowie dem Autorennamen ebenfalls in Rot, auf sonnenblumengelbem Untergrund. Die Rückseite ziert eine großformatige Fotografie Savages von Adison Berkey aus dem Jahr 1974, die bereits auf dem Schutzumschlag von Midnight Line verwendet wurde. O. Alan Weltzien nutzte sie 2020 auch als Coverfoto für seine Thomas-Savage-Biografie Savage West.
Der Roman besteht aus 17 unnummerierten Kapiteln. Die Widmung des Romans lautet „For Camilla McCormick who knows why“. Im Buch werden verschiedene literarische Werke zitiert: Zeilen aus dem Gedicht The Harpy von Robert W. Service, Zeilen des Liedes Out Where the West Begins von Arthur Chapman (Musik von Estelle Philleo) sowie Zeilen des Liedes Montana von Charles C. Cohan (Musik von Joseph E. Howard).

## Hintergrund und autobiografische Züge

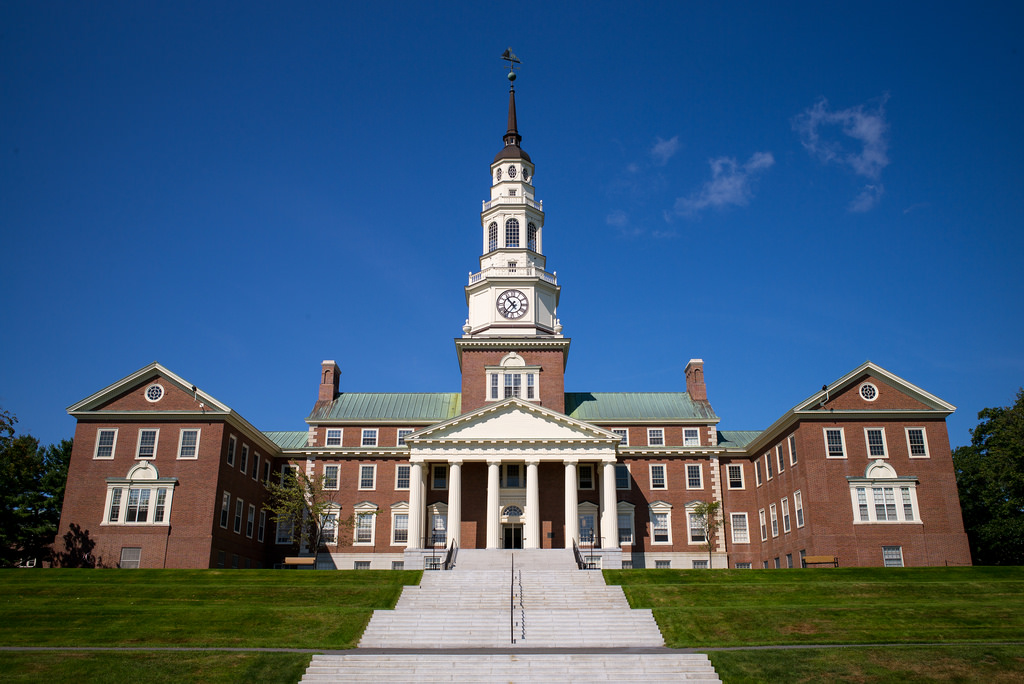
Colby College

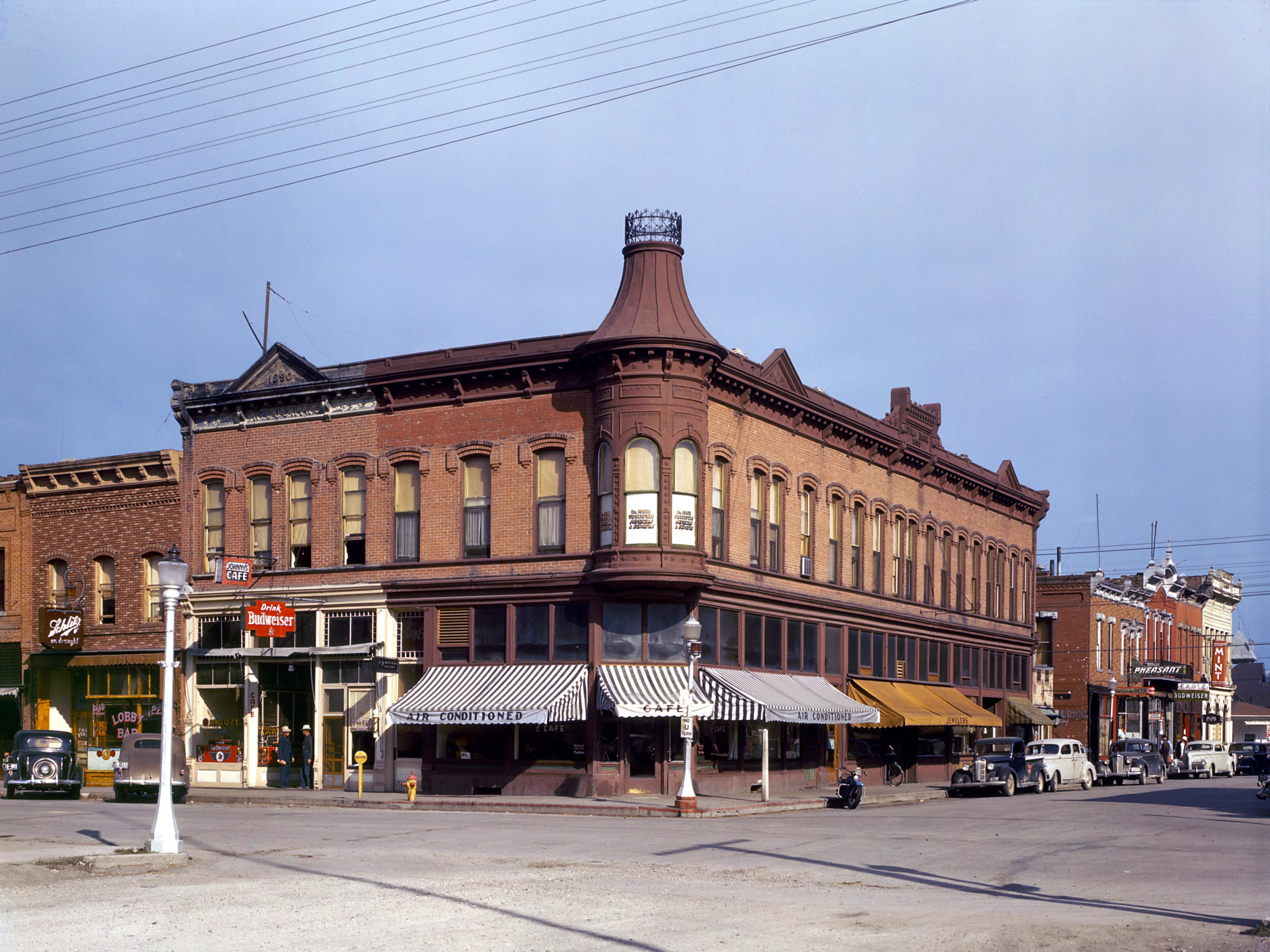
Dillon in den 1940er-Jahren

Her Side of It war nach Daddy’s Girl der zweite von drei Romanen Savages, in denen männliche Protagonisten aus ihrer Sicht das Leben einer besonderen Frau erzählen, die in ihrem Leben eine wesentliche Rolle gespielt hat. Die Rahmenhandlung unterbricht dabei die Rückblicke. Savage beendete die Trilogie 1983 mit For Mary, With Love, wobei sowohl in Daddy’s Girl als auch in Her Side of It Alkoholismus ein zentrales Thema ist. Als Vorlage für Her Side of It diente ihm eine Schriftstellerin, die er gut kannte und die am Alkohol starb.
Wie in anderen Romanen führt auch in Her Side of It ein einzelner Gegenstand oder Umstand zur grundlegenden Aufarbeitung durch die Hauptperson. Im Roman handelt es sich um die Kiste mit dem Nachlass von Liz; andere Romane mit diesem Motiv waren zum Beispiel Midnight Line (ein Telefonanruf), I Heard My Sister Speak My Name (Realisierung, dass der Erzähler eine uneheliche Schwester hat) und For Mary, With Love. Nur durch ein Aufarbeiten der Vergangenheit ist es den Protagonisten möglich, mit der neuen Realität umzugehen.
In Her Side of It tragen sowohl Savage-typisch der Erzähler Bill Reese als auch Autorin Liz Chandler Phillips Züge des Autors Thomas Savage. Bill Reese ist selbst kein Autor, arbeitet jedoch wie einst Savage als Literaturdozent in New England. Schauplatz in der Gegenwart ist dabei ein fiktives College, das Züge von Savages eigenem Arbeitsplatz der 1950er-Jahre, dem Colby College, trägt. Bill wuchs in Grayling auf, wobei Grayling in Wirklichkeit die Stadt Dillon bezeichnet, in der Savage als Kind zeitweise lebte und zur Schule ging. Dillon trägt auch in weiteren Romanen Savages den Namen Grayling, so in Midnight Line (1976), I Heard My Sister Speak My Name (1977) und The Corner of Rife and Pacific (1988). Savage, der seine Kindheit in Montana stets kritisch sah, lässt Bill Reese Grayling als „schäbige scheiternde Stadt“ bezeichnen.
Savage schuf in der Figur der Liz Chandler Phillips ein indirektes Selbstporträt. Er wie auch die Protagonistin waren von der Presse gelobte, jedoch von den Lesern kaum wahrgenommene Autoren. Roger Sale nannte Savage in einer Besprechung 1974 „America’s best kept literary secret“ und Savage übernahm diese Bezeichnung als Kritikerlob für Liz Chandler Phillips: „The novels of Elizabeth Phillips are perhaps America’s best-kept literary secret.“ Sowohl Masquerade als auch Savages bester Roman The Power of the Dog verkauften nicht mehr als 1000 Exemplare. Liz erhält für ihren ersten Roman 500 Dollar und für den zweiten 1000 Dollar, während Savage für sein Erstlingswerk The Pass genau den Mittelwert 750 Dollar ausgezahlt bekam. Liz zieht sich wie auch Savage auf eine Einstellung zurück, die den „elitären Leser“ der Masse vorzieht. Die Personen, auf die es wirklich ankäme, werden ihre Bücher lesen („People who count will read what I write.“), wie auch Savage in den 1980er-Jahren auf den gebildeten Leser als kleines Zielpublikum vertraute („I’m writing for rather highly educated people …“). Savage und Liz Chandler Phillips verweigern sich aktiv dem Mainstream; so wird beiden geraten, verkaufsfördernde Sexszenen in ihre Romane zu integrieren, was sie nicht umsetzen. Beide erhalten in späten Jahren ein Guggenheim-Stipendium. Auch in Details sind autobiografische Züge Savages zu finden; so fühlt sich Liz als Jugendliche in der neuen Familie der Mutter ungeliebt (Savage wuchs als Jugendlicher ähnlich mit einem Stiefvater auf) und Liz’ Mann Hal versucht vergeblich der Musterung als werdender Vater zu entgehen, während Savage als Vater eines Kleinkinds nicht gemustert wurde. Bill Reese berichtet von einem Romanautor, der die letzte Zeile seines Romans kannte, bevor er überhaupt mit dem Schreiben begann – eine Art des Schreibens, die Savage aktiv praktizierte.
Savage verarbeitete im Roman ein Kindheitstrauma, die Ermordung des Mädchens Marion Parker durch William Edward Hickman im Dezember 1927. Im Roman handelt es sich um das Kindheitstrauma von Protagonistin Liz Chandler Philipps, die zu der Zeit neun Jahre alt war. Erst einige Monate nach der Tat konnte sie wieder normal reagieren, wenn ein schwarzes Auto an ihr vorüberfuhr. Für Liz und Thomas Savage ist diese Episode untrennbar mit Paul Whitemans Lied My Blue Heaven verbunden, das zu dieser Zeit häufig im Radio gespielt wurde. Savage selbst berichtete in einem Interview 1989, wie er als Elfjähriger infolge der Ermordung Parkers „zu Tode verängstigt“ („scared to death“) war: „I can still remember my terror as a child at that whole Hickmann business“. Sowohl im Roman als auch im Interview nennt er das Opfer fälschlicherweise „Marian Parker“.
In zahlreichen Textstellen spielt der versteckt homosexuell lebende Savage mit sexueller Identität; so fragt sich Liz, ob ihr Mann homosexuell sei, und Hals Mutter ist überrascht, dass ihr Sohn Dramatiker werden will, „for he had given every evidence of being a manly boy“. Hal wird anlässlich seiner Musterung geraten, sich (falsch) als homosexuell zu outen, um so der Musterung zu entgehen. Seine Ehe sei dabei kein Hindernis, da auch homosexuelle Männer heiraten würden – wie Savage es tatsächlich getan hatte.

## Kritik
Mit Her Side of It verfasste Savage sein seiner Meinung nach bestes Werk. Der Roman wurde von der Kritik gemischt aufgenommen. Mehrere Kritiker verglichen Savages Stil mit Werken von Ford Madox Ford und F. Scott Fitzgerald und schrieben, dass in Savages Prosa Fitzgerald durchschimmere. Sein Stil wurde als altmodisch im positiven Sinn empfunden, so schreibe er, als ob „Conrad und Ford und diese anderen technikbewussten Erzähler vom Anfang dieses Jahrhunderts immer noch eine Rolle spielen würden“.
The Hudson Review nannte Her Side of It Savages besten Roman der letzten 15 Jahre, auch wenn die Zeichnungen der Vergangenheit besser gelungen seien als die Darstellung der Gegenwart. „Mit einem präzisen Gespür für die Wunden begabter Individuen, die in relative Vergessenheit geraten sind, folgt Savages schöner neuer Roman einigen erstickten Halbhelden … während er die literarische Welt durchkämmt – mit aller Macht“, so Kirkus Reviews: „Alles in allem – erstklassige Arbeit eines Schriftstellers, der wenig gelesen, wenig besungen und längst überfällig für öffentliche Aufmerksamkeit im großen Stil ist.“ Die New York Times empfand die Bücher-im-Buch-Struktur – Liz’ Berichte sind im „Buch“ des Erzählers eingeflochten – als schwerfällig und schrieb, dass dieses stilistische Mittel eine Distanz zwischen Leser und Erzählung schaffe. Die Handlung werde mit „kraftvoller Eleganz“ („vigorous elegance“) erzählt, mit einem untrüglichen Gespür für Satire vor allem beim Erfassen von Stimm(ung)en und Snobismus im Kleinstadtamerika. Savages Zeichnung von Liz’ gesellschaftlichem Abstieg sei zwar glaubhaft, jedoch zu grob gezeichnet, und Liz’ Persönlichkeit selbst scheine nicht vollständig zum Leben zu erwachen. Der Roman sei weniger als die Summe seiner Teile.
Doris Grumbach nannte Savage in ihrer Kritik in der Washington Post Book World einen exzellenten Schriftsteller („superb writer“) und Her Side of It eine „außergewöhnliche Errungenschaft in Fiktion, einen Roman über eine Romanautorin, der es schafft, das Thema glaubhaft zu machen.“ The Boston Globe befand, dass der Roman zwar „bleak“ (düster, trostlos) sei, jedoch auch eine „Meisterleistung sympathischer Vorstellungskraft. Thomas Savage hat das Porträt einer Frau geschaffen – einer begabten und komplexen Frau – deren Sensibilität absolut wahr klingt.“ The Globe and Mail lobte den Roman als „ein brillantes Stück literarischer Struktur und eine ebenso brillante Ausgewogenheit erzählerischer Stimmen“. Savage sei „geschliffen, sachkundig, kalt, [er] zeigt eine umfassende historische Intelligenz und ein Gespür für Charaktere, die durch bestimmte Artefakte, Orte und Zeiten hervorgerufen werden.“ Der Roman sollte die Aufmerksamkeit und den Respekt des Lesers gewinnen, so The Globe and Mail 1981.